# Petroselinum protractum
Petroselinum protractum är en flockblommig växtart som beskrevs av Wilhelm Gerhard Walpers. Petroselinum protractum ingår i släktet persiljor, och familjen flockblommiga växter. Inga underarter finns listade i Catalogue of Life.